# Psydrax sambiranensis
Psydrax sambiranensis är en måreväxtart som först beskrevs av Alberto Judice Leote Cavaco, och fick sitt nu gällande namn av Aaron Paul Davis och Diane Mary Bridson. Psydrax sambiranensis ingår i släktet Psydrax och familjen måreväxter. Inga underarter finns listade i Catalogue of Life.